# Génis
Génis é uma comuna francesa na região administrativa da Nova Aquitânia, no departamento Dordonha. Estende-se por uma área de 25,62 km². Em 2010 a comuna tinha 492 habitantes (densidade: 19,2 hab./km²).